# Борок (Татарстан)
Борок (тат. Борок) — село в Нижнекамском районе республики Татарстан. Входит в Каенлинское сельское поселение.

## География
Находится в 1 км от реки Зай, в 12 км от города Нижнекамска.
В 4 км  находится  ландшафтный памятник природы регионального значения Борковская дача и  озеро Прось.

## История
Село было основано в XVIII веке. Население было крестьянами и занимались земледелием, разведением скота, пчеловодством, рыболовством, вязанием рыболовных снастей и др.
До 1920 года село входило в Сухаревскую волость Мензелинского уезда Уфимской губернии.

## Население
| 2014 |
| ---- |
| 266  |